# ÖBB 2067
Die ÖBB 2067 ist eine Diesellokomotivreihe der ÖBB.

## Geschichte und Einsatz
Nachdem sich die zweiachsigen Dieselloks der Reihen 2060 und 2062 für viele Aufgaben als zu schwach erwiesen hatten, wurde von der Firma SGP die 600 PS starke, dreiachsige Baureihe 2067 entwickelt. Von 1959 bis 1977 wurden insgesamt 111 Lokomotiven von den ÖBB übernommen. Die mechanisch robuste Baureihe bewährte sich sofort im leichten bis mittelschweren Verschub. Die Lokomotiven bis zur Ordnungsnummer 31 hatten einen kleineren Schalldämpfer (mit dementsprechend lauterem Motorengeräusch) und einen anderen Vorbau. Neben zahlreichen kleineren Verbesserungen im Laufe der Bauzeit waren die Lokomotiven der letzten Serie ab der Ordnungsnummer 102 mit Tandemsteuerung ausgerüstet. Zuvor wurde bei den Loks mit den Ordnungsnummern 42–50 eine solche nachgerüstet.
Am 9. November 1976 entrollte im Bahnhof Erzberg die 2067.41, welche entgleiste und eine Böschung hinab stürzte. Diese Lok ist wiederaufgebaut worden. Am 19. Oktober 1979 entrollte auf der Kaltenleutgebner Bahn die Maschine 2067.89 mitsamt des angekuppelten Fahrverschubzugs. Wegen weit überhöhter Geschwindigkeit entgleisten die letzten Wagen bei der Einfahrt in den Bahnhof Rodaun und beschädigten das dortige Aufnahmegebäude so schwer, dass dieses infolgedessen abgerissen werden musste.
In den 1990er Jahren beschaffte die ÖBB die 425.01 der VOEST als Ersatz für die 2066.01 im Werkstättenverschub in Wien Floridsdorf und Jedlersdorf. Diese Lok der Reihe LDH 420, von welcher auch die Schleppbahn Liesing eine besaß, wurde 1959 von der VOEST beschafft und gilt als Basis/Prototyp der späteren 2067. Anders als diese, leistet der Motor der LDH 420 nur 310 kW/421 PS, was auf das Fehlen eines Turboladers zurückzuführen ist. Die Lok wurde in vielen Details den Serienloks angeglichen, u. a. durch Einbau eines SGP S12na Motors, und bekam die Nummer 2067 201-0. Sie blieb jedoch ein Einzelstück und schied als erste im Jahr 2000 aus.
1997 rüstete die ÖBB die 2067.093 mit einer Funkfernsteuerung für Testzwecke aus. Die Lok wurde auf Grund dieser besonderen Ausrüstung in 2167.093 umbezeichnet.
Ab 2000 wurde die Reihe noch im leichten Streckendienst verwendet, mittlerweile jedoch durch die vierachsigen Reihen 2068, 2048 (vorübergehend) und 2070 weitestgehend verdrängt. 2001 wurde mit der Ausmusterung von Serienmaschinen begonnen, welche sich bis heute hinzieht.
Eingesetzt wurde die 2067 zuletzt noch auf Bahnhöfen für Verschubdienste, u. a. in Wien West, Wien Süd, Villach Westbahnhof, Wiener Neustadt, Wels, Innsbruck oder Salzburg und gelegentlich für leichte Bezirksgüterzüge eingesetzt. 2020/2021 sind offiziell noch 10 Loks im aktiven Bestand, inklusive der Erstserien-Maschinen 2067 001 und 003. Im Jahr 2022 beschränkt sich das Einsatzgebiet der Loks nur mehr auf den Werkstättenverschub z. B. in Wels, Salzburg, Innsbruck und Knittelfeld sowie den Tunnelrettungszug in Landeck-Zams. Ab und an werden sie auch als Verschubreserve auf einem der umliegenden Bahnhöfe ihrer Heimatbahnhöfe eingesetzt.
Bis 2023 hat sich der Bestand auf 8 Loks reduziert, 6 weitere sind abgestellt. Die Zeit dieser Baureihe ist bei der ÖBB damit so gut wie abgelaufen.

## Konstruktion

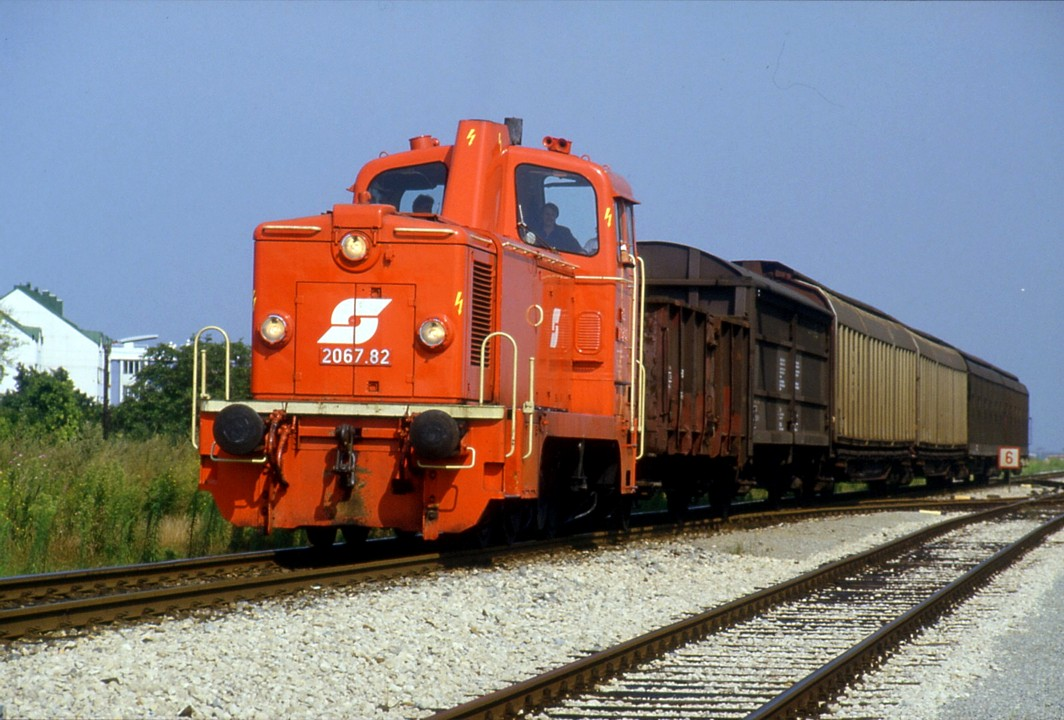
2067.82 in der früheren blutorangen Farbgebung, allerdings schon ihrer Zierlinien beraubt

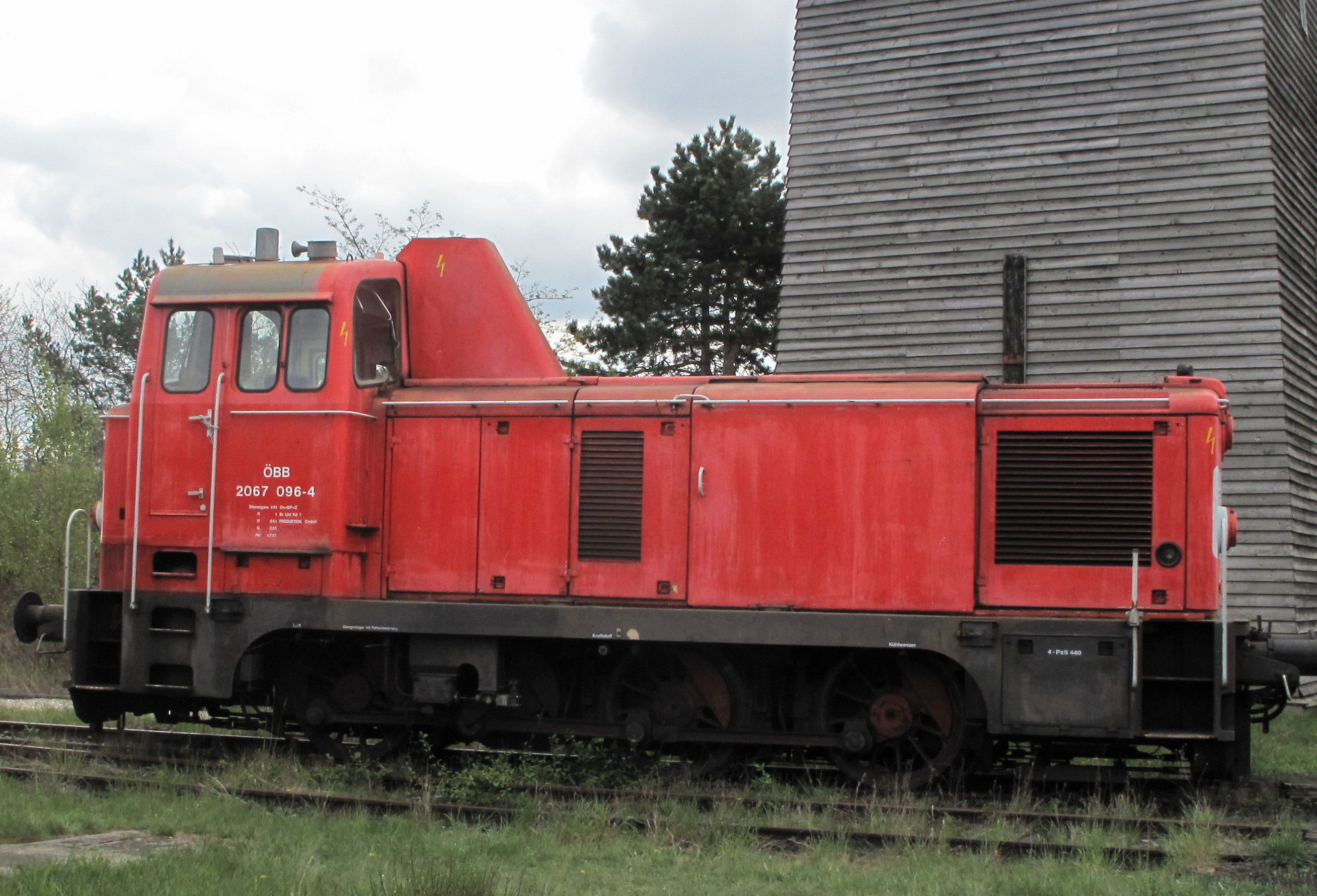
Seitenansicht 2067 096

Der Lokrahmen besteht aus starken Längsblechen. Diese sind mit Querträgern zu einem Kastenträger zusammengeschweißt. Darauf sitzt die Antriebsanlage, die sich neben anderen wichtigen Aggregaten im längeren Vorbau befindet. Ab 2067 032 wurden die Türen in Motornähe gegen Schiebetüren getauscht, was die Zugänglichkeit zum Motor erleichterte. Der Vorbau von 2067 030 wurde analog den Loks 032ff umgebaut.
Daran schließen das Führerhaus und ein kürzerer Vorbau an. Das Führerhaus und die beiden Vorbauten wurden in geschweißter Blechkonstruktion ausgeführt. Bis zur 101. Serienlok wurde das Führerstandseitenfenster als Schiebefenster ausgeführt. Die letzte Serie von 1977 von 102-111 bekamen kurbelbare Senkfenster. Viele Loks der anderen Serien wurden auf solche Fenster umgebaut. Teilweise wurde auch das Ganzfenster in der Tür gegen ein Übersetzfenster getauscht, welches die letzte Serie ebenso serienmäßig besaß.
Die Radsätze lagern bei den Loks bis 2067.81 in Gleitlagern in Ausnehmungen des Rahmens, ab 2067.82 hat man Rollenlager verwendet. Die Kraftübertragung erfolgt über die Kuppelstangen auf alle drei Achsen. Die Stangenlager sind als Gleitlager ausgeführt mit einer Öl-Nadelschmierung. Ab 2067.82 sind diese serienmäßig fertigeschmiert.
Die Motorenkonstruktion (Typ SGP 12a) wurden von den Baureihen 2045 und 5145 übernommen, lediglich die Drehzahl wurde auf 1500/min erhöht. Im Laufe der Produktion wurde eine weiterentwickelte Variante, SGP S12na, eingebaut. Bei einigen Loks wurde der SGP S12a gegen den SGP S12na getauscht. 13 Loks wurden in den 1990er Jahren remotorisiert und erhielten Caterpillar-Motoren. Von diesen Loks existieren 2025 noch sechs, davon eine im aktiven Dienst.
Die Serien 42-50 und 102-111 besitzen eine Tandemsteuerung. Diese hat anders als bei anderen Baureihen auch einen pneumatischen mit Druckluft ausgeführten Teil. Sie kann jedoch nur eingesetzt werden, wenn die zwei Loks mit den Führerstanden zueinander stehen. Bei der Serie 42-50 wurde sie 1973 nachgerüstet. Wegen teils gravierenden Unterschieden in der Steuerung der Loks der beiden Serien selbst ist die Tandemsteuerung nur Serienintern kompatibel.
Die Kraftübertragung vom Motor erfolgt über eine Welle auf ein hydraulisches Turbogetriebe vom Typ Voith L28/III/4-1.6 St-09, das eine Blindwelle antreibt. Bis zur Lok 61 hatte die Steuerung einen Drehzahlgeber und einen Stufentrafo, ab Lok 62 zwei Drehzahlgeber ohne Stufentrafo. Die mittlere Achse ist bei der Serie 62-71 mit einem geschwächten Spurkranz, bei allen anderen seitenverschiebbar ausgeführt. Alle Loks der Baureihe 2067 verfügen über eine selbsttätige und eine nicht selbsttätige Druckluftbremse, und eine einfache Sifa. Ursprünglich waren für die selbsttätige Bremse ein Führerbremsventil und Steuerventil von Knorr-Bremse vorgesehen, ab Lok 32 Ventile der Firma Oerlikon (heute Teil der Firma Knorr). Bei fast allen anderen Loks wurde später das Knorr-Steuerventil gegen jenes von Oerlikon getauscht. Das Führerbremsventil blieb allerdings bei vielen jenes von Knorr. Um 1980 wurde bei allen Loks Verschubfunk nachgerüstet.
Eine PZB war ursprünglich nicht vorhanden, aufgrund geänderter Vorschriften wurde im TS Werk Linz 2008/2009 Versuchsweise die 2067.107 mit einer I60 nachgerüstet.
Fast alle noch vorhandenen gewesenen Loks jüngerer Serien ab 082 und 2067.04 des 1. österreichischen Straßenbahn- und Eisenbahnklubs (öSEK) bekamen ebenso eine I60 sowie GSM-R-Funk.

### Farbgebung
Der Prototyp und das erste Baulos wurden noch in tannengrüner Farbgebung ausgeliefert. Die Stangen waren in Rot und die Räder in Grau gehalten, zudem hatten sie zwei mittig angeordnete hellgraue Zierlinien. Das Dach war silbern lackiert.
Später ausgelieferte Lokomotiven wurden einschließlich Dach und Rahmen in Blutorange lackiert, das Fahrwerk blieb dunkelgrau. Hierbei gibt es auch einige Varianten, so hatten viele der ehemals tannengrünen Loks anfangs tiefer liegende Zierlinien analog dem tannengrünen Design.
Ab 2067.82 wurden sie anstelle von Flügelrädern mit „Pflatsch“ ausgeliefert. Die letzte Serie hatte anstelle der Metallziffern Klebeziffern. Um 1984 wurde begonnen, das Design zu entfeinern, wodurch die Zierlinien wegfielen. Ab 1985 wurden zudem die Metallziffern durch Klebeziffern und die 8-stellige Computernummer mit Prüfziffer ersetzt.
Alle noch im Einsatz stehenden Loks der Reihe 2067 sind im Standardfarbschema der ÖBB lackiert. Die Loks haben an den Fronten einen breiten weißen Zierstreifen, Rahmen und Fahrwerk präsentieren sich in Umbragrau und der Rest ist verkehrsrot lackiert.
Die ersten zwei umlackierten Loks, 008 und 087, waren zunächst statt verkehrsrot blutorange und der Zierstreifen war elfenbeinfarben. 2067 106 wurde abweichend von der Regel im Design von 008 und 087 lackiert, allerdings in Verkehrsrot und Achatgrau. 1997 waren 2067.58 und 89 unter den letzten blutorangen Vertretern, ehe sie umlackiert wurden. Zur Jahrtausendwende waren alle 112 Loks im Valousek-Design. Die abweichenden 008, 087 und 106 wurden zwischenzeitig dem Standarddesign angeglichen. 2067.03 bekam wieder den ursprünglichen Lack in Tannengrün.

## Verbleib
| Nummer          | Lackdesign                | Eigentümer  | Standort              | Zustand             | Anmerkung                 |
| --------------- | ------------------------- | ----------- | --------------------- | ------------------- | ------------------------- |
| 2067.04         | Tannengrün                | Austrovapor | Strasshof             | betriebsfähig       |                           |
| 2067.006        |                           | ÖGEG        | Ampflwang             | in Aufarbeitung     |                           |
| 2067.008        | Valousek                  | Privat      | Ampflwang             | nicht betriebsfähig |                           |
| 2067.009        | Valousek                  | Austrovapor | Strasshof             | nicht betriebsfähig |                           |
| 2067.014        | Valousek                  | ÖGEG        | Ampflwang             | betriebsfähig       | remotorisiert             |
| 2067.017        | RTS                       | RTS         | Fischamend            | betriebsfähig       | remotorisiert             |
| 2067.023        | RTS                       | RTS         | Fischamend            | betriebsfähig       | remotorisiert             |
| 2067.028        | Valousek                  | ÖGEG        | Ampflwang             | betriebsfähig       | remotorisiert             |
| 2067.060        | Valousek                  | RTS         | Fischamend            | Ersatzteilspender   |                           |
| 2067.062        | Valousek                  | RTS         | Fischamend            | Ersatzteilspender   |                           |
| 2067.070        | Valousek                  | Privat      | Ampflwang             | nicht betriebsfähig |                           |
| 2067.083        | Valousek                  | RTS         | Fischamend            | Ersatzteilspender   |                           |
| 2067.090        | Valousek                  | Austrovapor | Strasshof             | betriebsfähig       |                           |
| 2067.091        | RTS                       | RTS         | Fischamend            | betriebsfähig       |                           |
| 2067.096        | Valousek                  | Austrovapor | Strasshof             | in Aufarbeitung     |                           |
| 2067.100        | blutorange mit Zierlinien | NLB         | Mistelbach            | betriebsfähig       |                           |
| 2067.102        | Valousek                  | ÖGEG        | Ampflwang             | in Aufarbeitung     | Tandemsteuerung           |
| Liesing LDH 420 | blutorange                | ÖCD         | St. Aegyd am Neuwalde | betriebsfähig       | als 2067.12 angeschrieben |

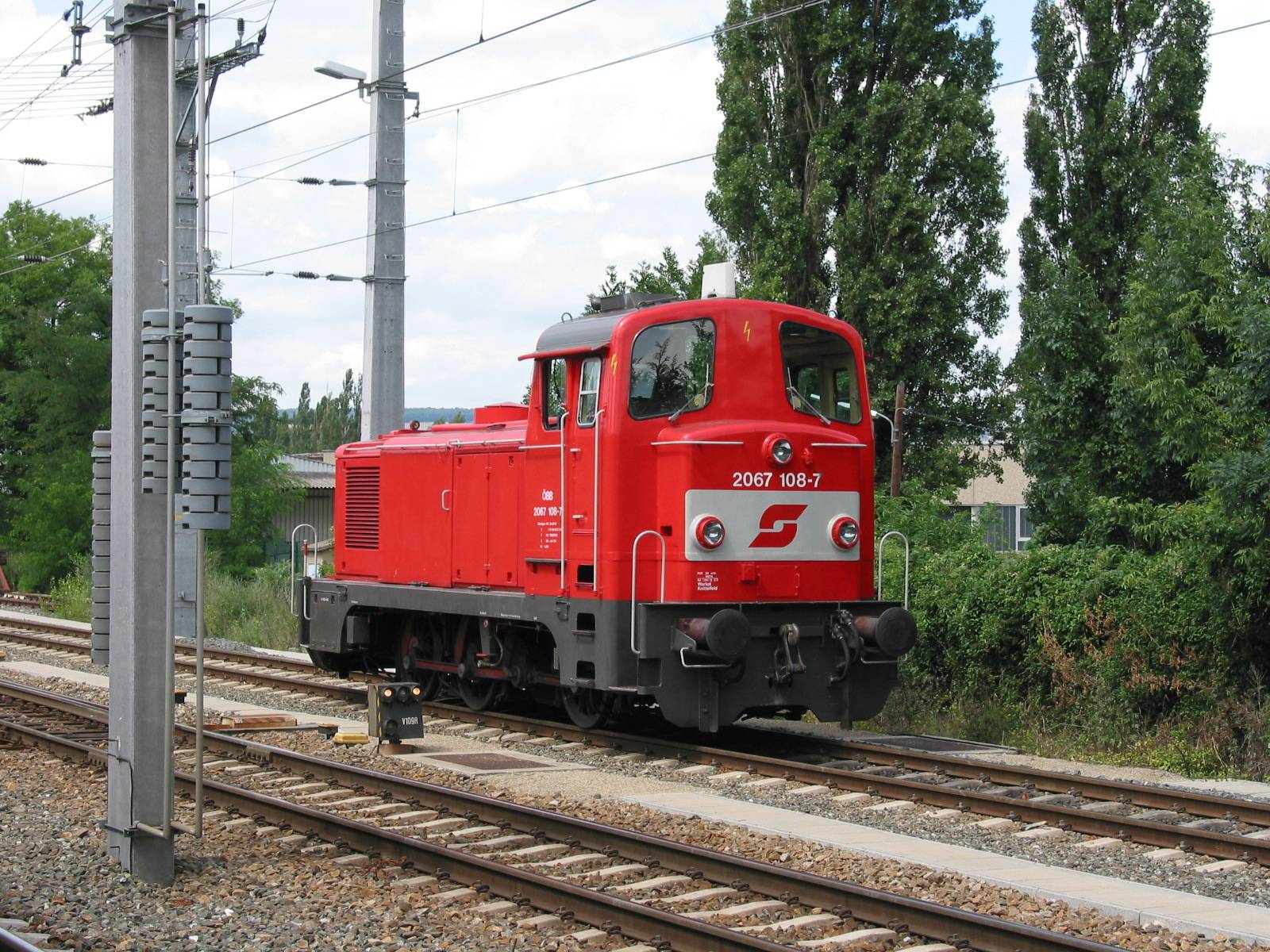
Rückansicht einer 2067

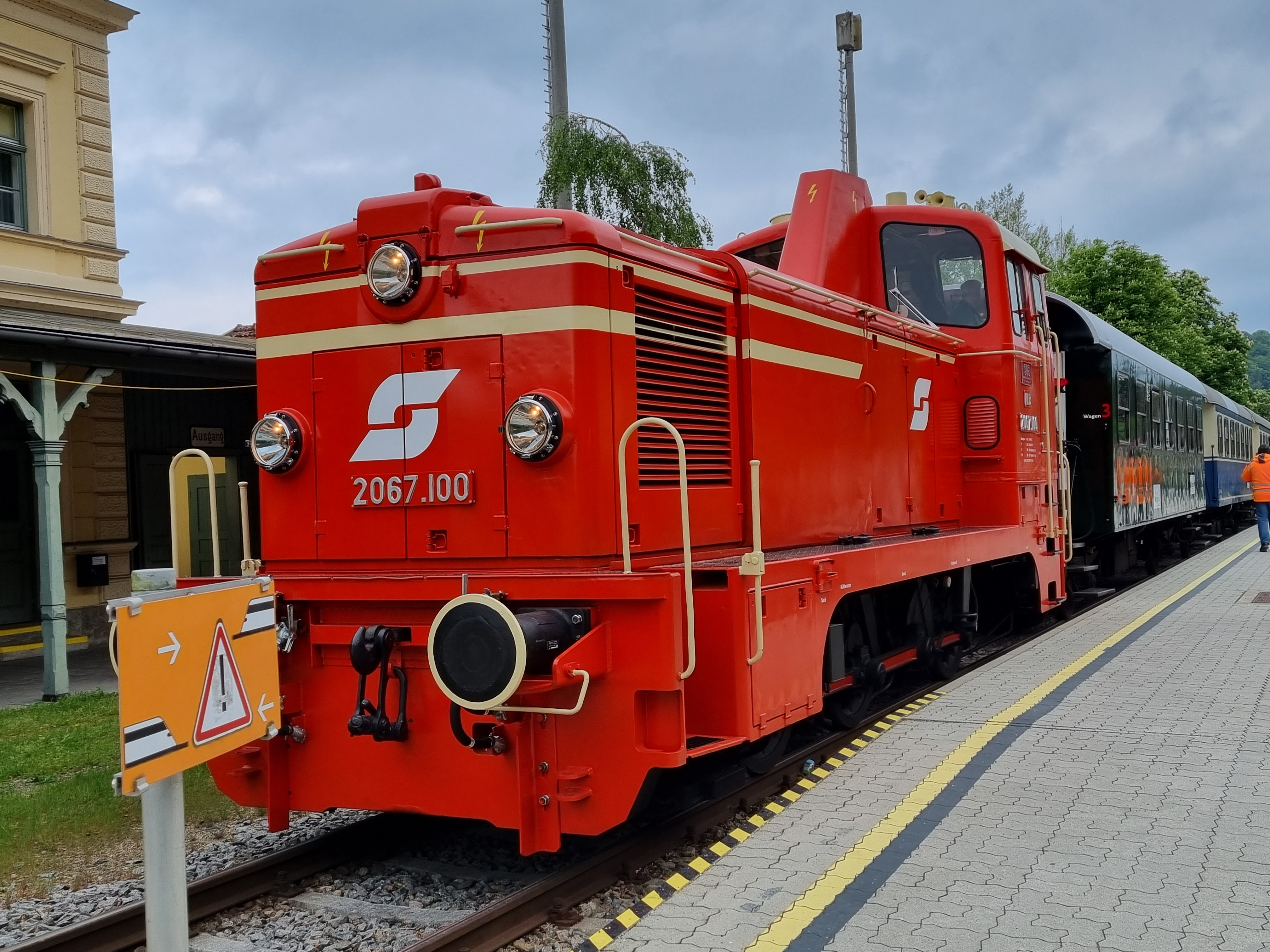
Museumslok 2067.100 (2023)

Anmerkung: Austrovapor = Austrovapor Bahn-Nostalgie Veranstaltungs-Ges.m.b.H.; NLB = Verein Neue Landesbahn; ÖCD = Österreichischer Club für Diesellokgeschichte e. V.